# راس تیتنسیس
راس تیتنسیس (نام علمی: Rhus taitensis) نام یک گونه از سرده سماق است.